# Amand de Vos
Wazenaar, pseudoniem van Amand de Vos, (Eksaarde 9 september 1840, - Gent, 4 november 1906) was een Vlaams legerarts, schrijver, dichter en multatuliaan.

## Levensloop
Amand de Vos werd geboren in Eksaarde, bij Lokeren in het Land van Waas. Om die reden koos hij Wazenaar als pseudoniem. Kwam na een loting bij het leger en werd korporaal bij het 11e linieregiment. Studeerde vervolgens godgeleerdheid en de natuur- en geneeskundige wetenschappen aan de Hogescholen van Gent en Leuven. De Vos werd in 1870 doctor in de genees-, heel- en verloskunde. In 1871 werd De Vos opnieuw arts in het leger bij het 1e Regiment Jagers te Paard en later bataljonsgeneesheer van 1e klas. Zijn eerst gedrukte boek Een Vlaamsche jongen uit 1879 was meteen zijn grootste succes. Bij het schrijven ervan werd hij geïnspireerd door de Nederlandse schrijver Multatuli. Op 22 juni 1890 werd Amand de Vos wegens pensioen ontslagen uit het leger. Om dit gedwongen vertrek schreef hij een fel protest in de vorm van Een officier geworgd in het Belgisch leger. Hij werd na zijn ontslag arts in Gent, alwaar hij in 1906 overleed.

## Werken
- Een Vlaamsche jongen (1879)
- Langs ruwe paden (1881)
- In de natuur (1884)
- Een officier geworgd in het Belgisch leger (1892)